# Patrekur Jóhannesson
Patrekur Jóhannesson (* 7. Juli 1972 in Reykjavík, Island) ist ein isländischer Handballtrainer und ehemaliger Nationalspieler.

## Karriere
Der 1,95 m große Rückraumlinke spielte in seiner Heimat für UMF Stjarnan sowie KA Akureyri und gewann viermal den isländischen Pokal. In der Saison 1995/1996 wurde er zu Islands Handballer des Jahres gewählt. Anschließend wechselte er in die deutsche Handball-Bundesliga zum TUSEM Essen. Nach sieben Jahren ging er in die spanische Liga ASOBAL zu Bidasoa Irún, kehrte allerdings bereits nach einer Spielzeit nach Deutschland zu GWD Minden zurück. Seine Spielerkarriere ließ er bei seinem Heimatverein Stjarnan als spielender Co-Trainer ausklingen.
Mit der isländischen Nationalmannschaft wurde der 241-malige Nationalspieler bei den Olympischen Spielen 1992 und der Europameisterschaft 2002 Vierter.
Patrekur Jóhannesson war zwischen November 2011 und März 2019 Trainer der österreichischen Nationalmannschaft, mit der ihm die Qualifikation zur Europameisterschaft 2014 und 2018 sowie zur Weltmeisterschaft 2015 und 2019 gelang. Parallel dazu trainierte er bis 2013 Valur Reykjavík sowie ab Sommer 2013 Haukar Hafnarfjörður, mit dem er 2014 den isländischen Pokal gewann sowie Vizemeister wurde. Nachdem Haukar unter seiner Leitung 2015 die isländische Meisterschaft gewonnen hatte, beendete er dort seine Tätigkeit. Seit der Saison 2017/18 trainiert er den isländischen Erstligisten UMF Selfoss. Unter seiner Leitung gewann Selfoss 2019 die isländische Meisterschaft. Ab dem Juli 2019 bis zum Februar 2020 trainierte er den dänischen Erstligisten Skjern Håndbold. Patrekur Jóhannesson übernahm im Sommer 2020 wieder das Traineramt vom isländischen Erstligisten UMF Stjarnan, den er bis zum September 2023 betreute. Seit dem Sommer 2024 trainiert er die Damenmannschaft von UMF Stjarnan.

## Persönliches
Sein Bruder ist Guðni Th. Jóhannesson, der Präsident Islands seit dem 1. August 2016.